# Andrea Nix Fine
Andrea Nix Fine ist eine US-amerikanische Dokumentarfilmerin, die 2013 zusammen mit ihrem Mann Sean Fine für den Dokumentarfilm Inocente den Oscar in der Kategorie bester Dokumentar-Kurzfilm erhielt. 

## Leben
Sie studierte am Colby College in Waterville, Maine und machte 1991 ihren Abschluss. Nach dem College arbeitete in einer Nachproduktionsfirma im Bereich Sound und als Kameraassistentin. Anschließend zog sie nach Washington, D.C. und begann, bei National Geographic zu arbeiten, wo sie ihren zukünftigen Mann Sean Fine kennenlernte, den sie 2003 schließlich heiratete. Im gleichen Jahr gründeten sie die Produktionsgesellschaft Fine Films.
Danach führte sie bei einigen Dokumentationen Regie, bevor sie 2007 zusammen mit ihrem Mann die Dokumentation War/Dance produzierte. Hier erzählen sie die Geschichte von drei ugandischen Kindern, die an einem Musikfestival teilnehmen wollen. Für diese Arbeit wurde sie zusammen mit ihrem Mann im Jahr 2008 für den Oscar in der Kategorie Bester Dokumentarfilm nominiert. 2013, nach einer weiteren Nominierung in der Kategorie Dokumentar-Kurzfilm, erhielt sie den Preis schließlich für den Film Inocente, in dem sie die Geschichte eines 15-jährigen obdachlosen Mädchens erzählt, das Künstlerin werden möchte.